# Rolf Urs Ringger

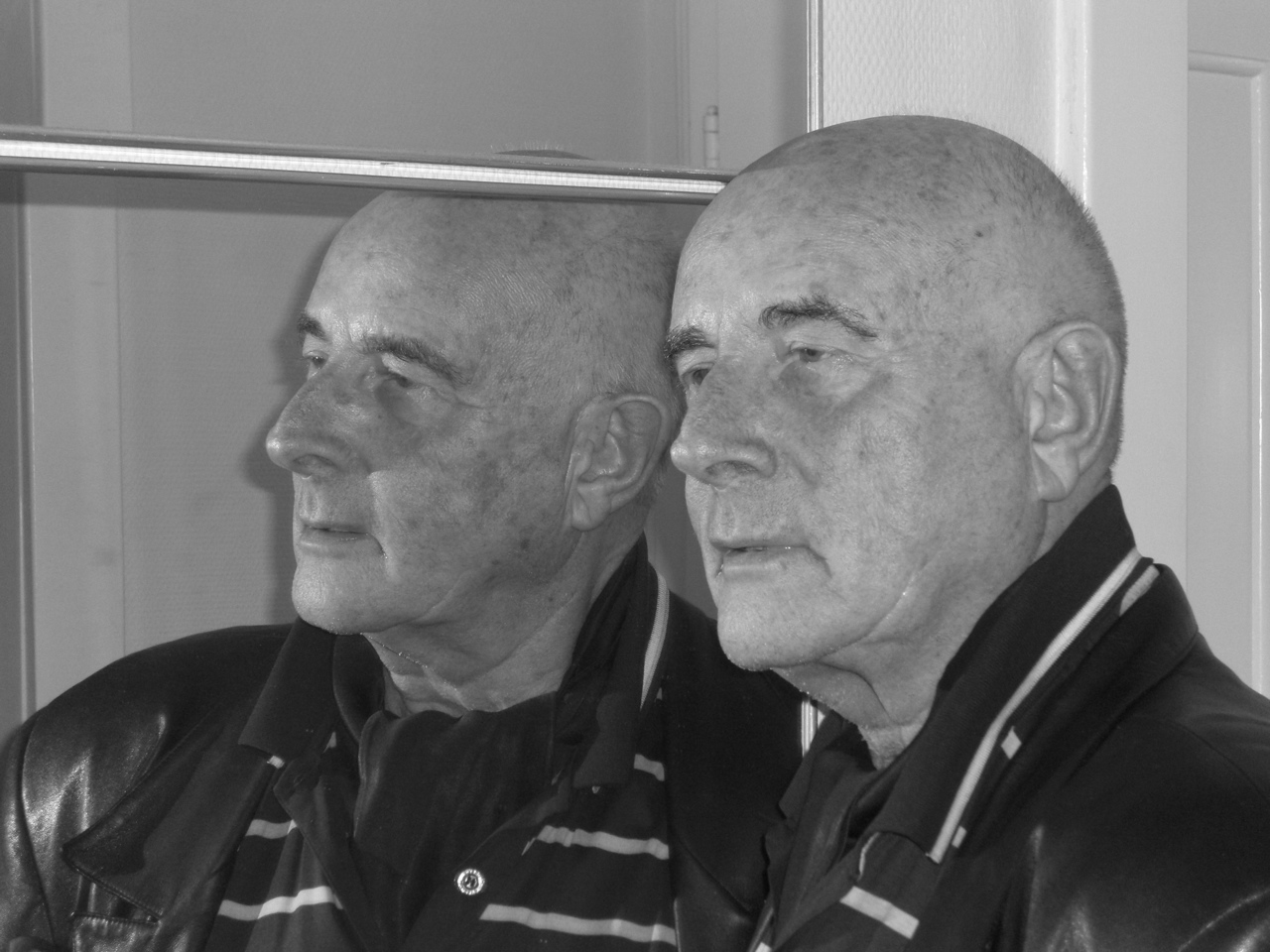
Rolf Urs Ringger 2008 in Zürich

Rolf Urs Ringger (* 6. April 1935 in Zürich als Rolf Richard Albert Ringger; † 26. Juni 2019 ebenda) war ein Schweizer Komponist und Publizist.

## Leben
Schon während seiner Zeit am Seminar Küsnacht, wo er sich zum Primarlehrer ausbilden liess, studierte Rolf Urs Ringger Musik. So nahm er u. a. von 1954 bis 1956 Privatunterricht in Kontrapunkt bei Hermann Haller, der an eben jener Schule unterrichtete. Sein eigentliches Studium der Musik begann er dann am Konservatorium Zürich.
Er besuchte im Sommer 1956 die Darmstädter Ferienkurse für Neue Musik bei Theodor W. Adorno und Ernst Krenek. Im Herbst desselben Jahres reiste er nach Neapel und nahm ein halbes Jahr Kompositionsunterricht bei Hans Werner Henze.
Zwischen 1958 und 1962 nahm er Dirigierunterricht in seiner Geburtsstadt. An der Universität Zürich studierte er Musikwissenschaft und Philosophie und promovierte 1964 mit einer Dissertation über die Klavierlieder von Anton Webern. 1961 wurde sein erstes Werk von der Camerata Zürich unter der Leitung von Räto Tschupp uraufgeführt: 4 Lieder auf chinesische Texte für Sopran und Kammerorchester. 1967/1968 weilte er als Gast des Deutschen Akademischen Austauschdienstes (DAAD) in Berlin. Ab Mitte der 1950er Jahre hielt er sich regelmässig in Italien (insbesondere auf Capri) und im Engadin auf.
Ab den 1960er Jahren schrieb Ringger für Zeitungen wie die Neue Zürcher Zeitung, den Tages-Anzeiger und die Weltwoche Konzert-, Platten- und CD-Rezensionen sowie Porträts über schweizerische und ausländische Komponisten.
Ab 1974 schrieb er mehr als hundert Kompositionen für Klavier, Gesang, Kammermusik, Orchester, aber auch drei Ballette, Der Narziss (1980), Ikarus (1991) und Ippòlito (1995). Seine Werke wurden auf der ganzen Welt aufgeführt, u. a. in London, Manchester, New York, Frankfurt am Main, München, Berlin oder Tokio.

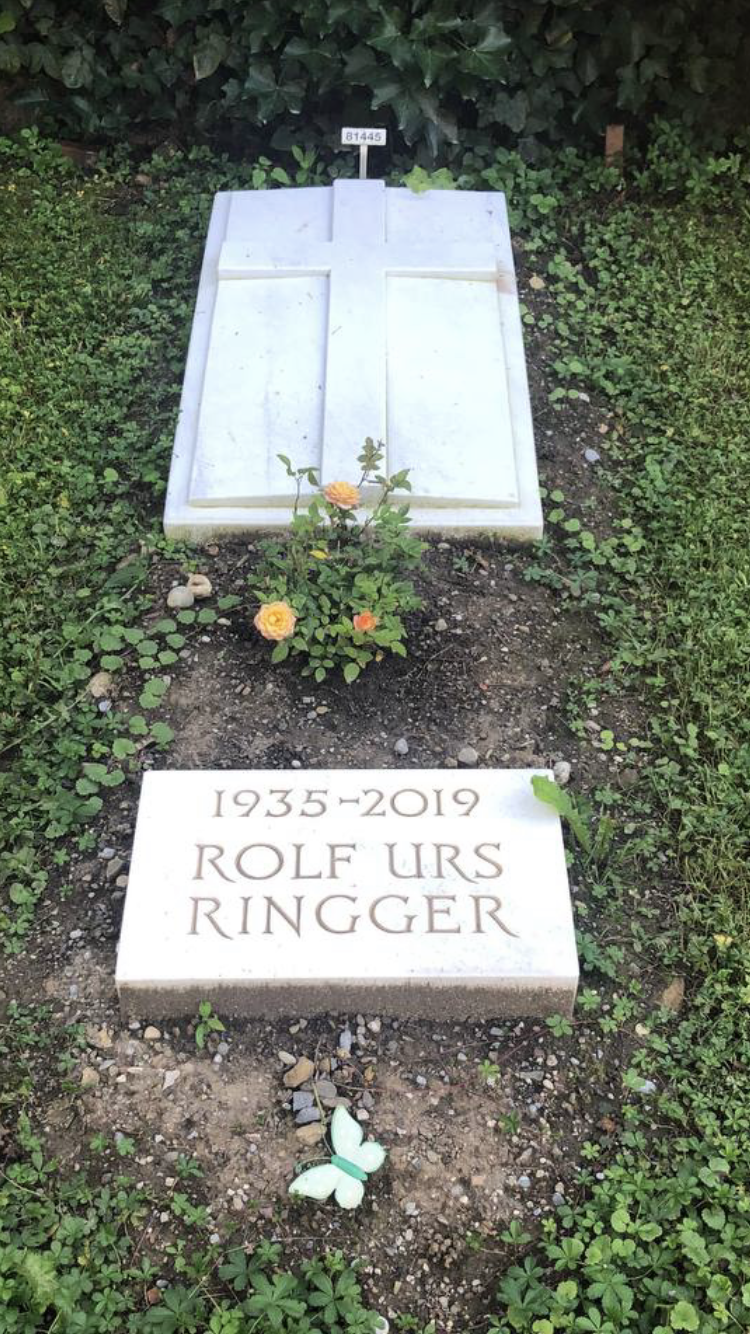
Grab Rolf Urs Ringger, Sommer 2021

Rolf Urs Ringger starb am 26. Juni 2019 im Alter von 84 Jahren in Zürich und wurde am 4. Juli auf dem Friedhof Sihlfeld beerdigt.

## Werke (Auswahl)

### Kompositionen

#### Klavier
Zwischen 1967 und 2011 entstanden rund 30 Werke für Soloklavier, veröffentlicht auf
- Rolf Urs Ringger: Werke für Klavier (21 Klavierstücke von 1975 bis 2005). Solist: Maurizio Baglini, Tudor (2008) Tudor 7153, 7 619911 071530

sowie auf
- Rolf Urs Ringger: Touch and enjoy (22 Klavierstücke von 1967 bis 2009). Solist: Amri Antón Alhambra, Música Española (2010) ME 3167, 7 640129 560707

#### Instrumentalmusik
- Long, Long Ago für Flöte solo (1976)
- Messages für Flöte solo (1996)
- Ondines – flottant sur les vagues du Bonheur für Harfe (1998)
- Flûtades – Flötenspiele für Flöte solo (1999)
- Aislamiento für Viola sola (2002)
- Coucher du soleil für Harfe und Klavier (2016)

#### Liederzyklus
- Souvenirs de Capri für Sopran, Horn und Streichsextett (1976–77), veröffentlicht auf Schweizer Musik des 20. Jahrhunderts, Musikverlag zum Pelikan, Hug & Co., Musikerverlage, Zürich
- Fünf Morgenstern-Lieder für Sopran und Klavier (1954), veröffentlicht auf MGB CD 6265
- Shelley-Songs für Tenor, Harfe und Streichorchester (1976/77) nach Texten von Percy Bysshe Shelley, UA: 28. Mai 1980 durch das Collegium Musicum Zürich, Solist: Peter Pears

#### Streichquartett
- Feuillages (1995), veröffentlicht auf Musikszene Schweiz MGM CD 6181, Carmina Quartett

#### Orchester
- ... vagheggi il mar e l’arenoso lido... (1978), veröffentlicht auf koch schwann CD 311 167 H1, Slowenische Philharmonie Ljubljana, Dirigent: Joel Mathias Jenny
- Adagio sospeso (1983) für Streichorchester, UA Zürcher Kammerorchester, Leitung: Edmond de Stoutz
- Gioa (1984), veröffentlicht auf Tudor 7036, English Chamber Orchestra, Leitung: Joel Mathias Jenny
- Memories of Tomorrow (1986) und Memories II (1987), Kammerkantate für Sopran, Flöte, Harfe, Violine, Viola und Violoncello, veröffentlicht auf Grammont CTS-P 29-2
- Nachhall für Orchester (1986), veröffentlicht auf Grammont CTS-P 29-2, Tonhalle-Orchester Zürich, Leitung: Hiroshi Wakasugi
- A Moment of Sunrise für gemischten Chor, Soloklavier und Orchester (1991), veröffentlicht auf Tudor 7036, English Chamber Orchestra, Leitung: Joel Mathias Jenny
- Addio! für Streicher und Röhrenglocken (1992), veröffentlicht auf Tudor 7036, English Chamber Orchestra, Leitung: Joel Mathias Jenny
- Cuando el fuego se está apagando... (1993), veröffentlicht auf Tudor 7036, English Chamber Orchestra, Leitung: Joel Mathias Jenny
- Aria amorosa für Sopran und Orchester (1997), veröffentlicht auf Musikszene Schweiz MGB CD 6181, Elisabeth Meyer-Topsoe (Sopran), Copenhagen Philharmonic Orchestra, Leitung: Okko Kamu
- The Golden Heat of Midday für Orchester (1999), veröffentlicht auf Musikszene Schweiz MGB CD 6181, Musikkollegium Winterthur, Leitung: Heinrich Schiff
- Love Is in the Air für Viola sola und Kammerorchester (2007), veröffentlicht auf Gallo CD-1319, 7 619918 131923

#### Ballette
- Der Narziss (1980), Uraufführung: Opernhaus Zürich
- Ikarus (1991), Uraufführung: Opernhaus Zürich, veröffentlicht auf Tudor 7097, Sinfonieorchester Basel, Leitung Armin Brunner
- Ippòlito (1995), Uraufführung: Theater Basel, Choreographie: Heinz Spoerli, Bühnenbild: Mario Botta, veröffentlicht auf Tudor 7097, Sinfonieorchester Basel, Leitung: Armin Brunner

### Bücher
- Anton Weberns Klavierlieder. Teildruck der Dissertation. Iuris, Zürich 1968
- Von Debussy bis Henze. Zur Musik unseres Jahrhunderts. Piper Verlag, München 1986, ISBN 3-492-00802-X
- Auch Zürich klingt. Hrsg.: Alice Gertrud und Hans Rudolf Bosch-Gwalter. Kranich-Verlag, Zollikon 2000, ISBN 3-909194-03-6
- Zürich – Capri – Zürich. Kranich-Verlag, Zollikon 2003, ISBN 3-909194-15-X
- Vorrei volare! Ein Buch über, mit und von Rolf Urs Ringger. Hrsg.: Matthias von Orelli. Mit Beiträgen u. a. von Gerd Albrecht, Claus Helmut Drese, Hans Werner Henze, Hugo Loetscher, Aribert Reimann. Kranich-Verlag, Zollikon 2005, ISBN 3-909194-21-4
- Von Leningrad bis Hollywood. 35 Essays zur Musik im 20. Jahrhundert. NZZ, Zürich 2006, ISBN 978-3-03823-234-6